# Kastanjekamp
Kastanjekamp ((engelsk) "Conkers") er et engelsk spil, hvor man binder en hestekastanje fast til en snor på mindst 20 cm (20 cm snor mellem kastanjen og knoerne). Herefter skal man slå modstanderens kastanje i stykker med sin egen ved at svinge sin kastanje mod modstanderens. Man skiftes til at slå.
De årlige verdensmesterskaber i Ashton med op mod 500 deltagere samler ca. 5000 tilskuere.